# アルコール燃料

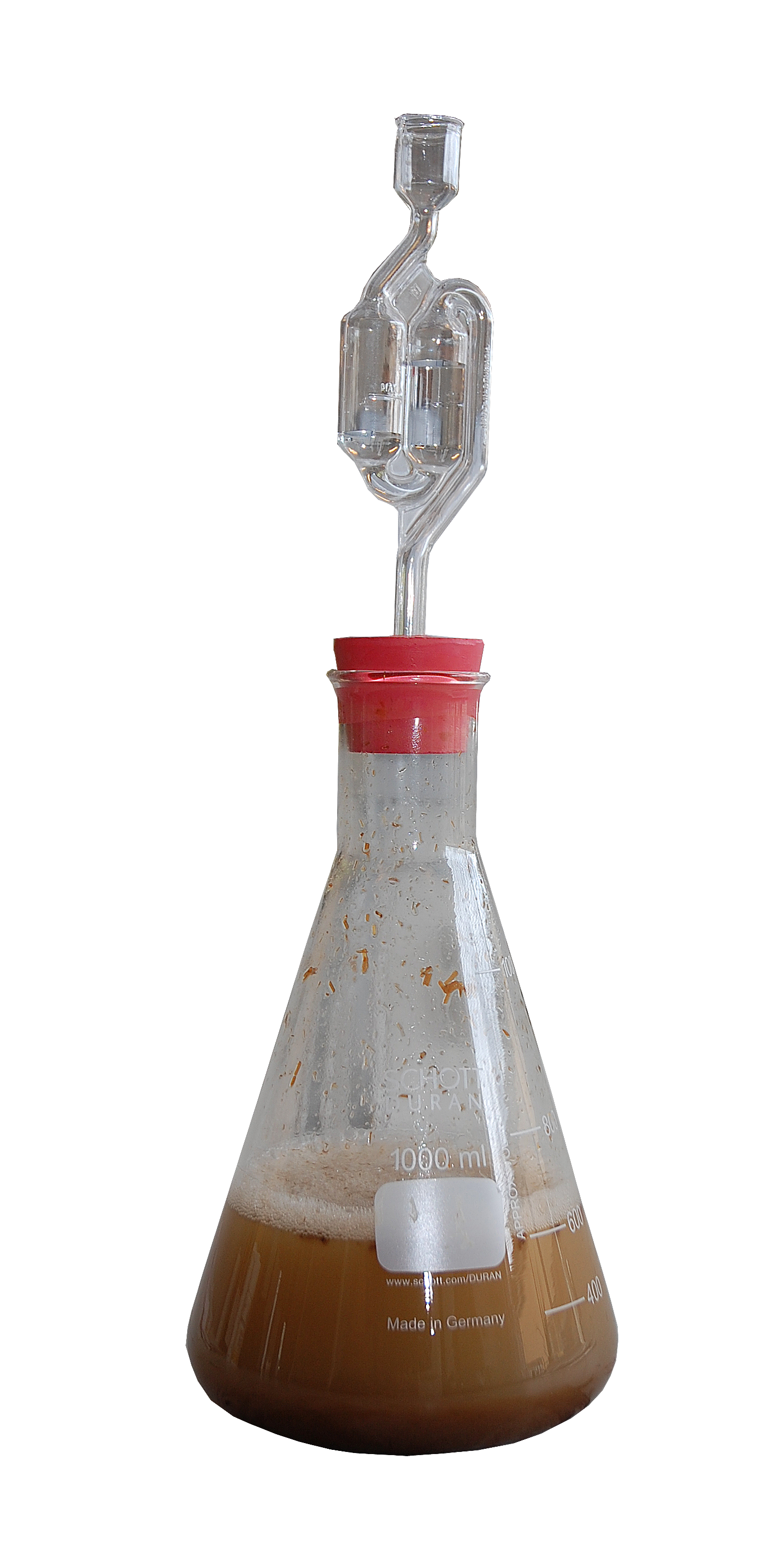
藁から製造されたバイオマスエタノール

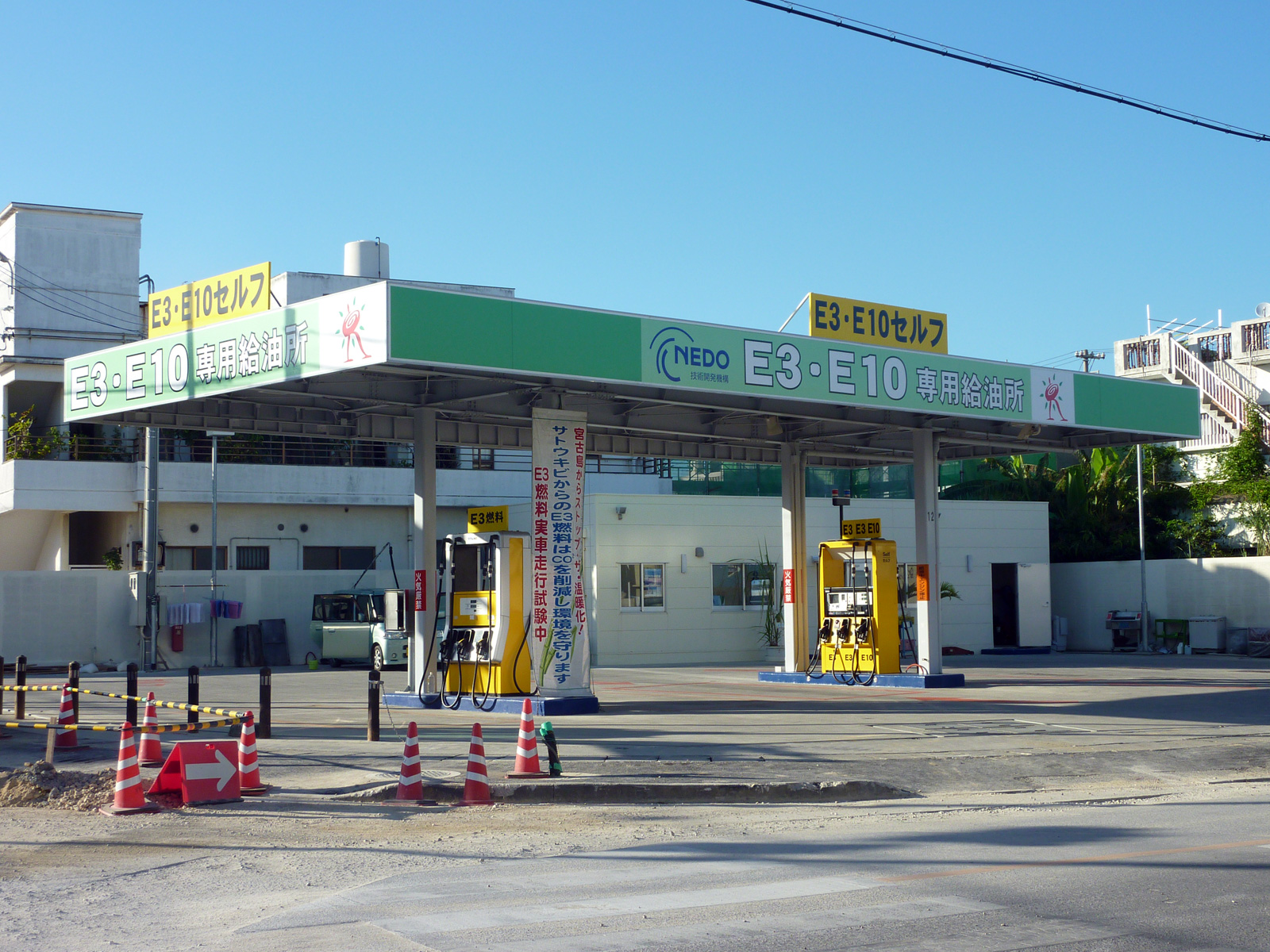
沖縄県宮古島市のE3/E10（エタノールを容積比で3 %/10 %含む燃料）専用給油所

アルコール燃料（アルコールねんりょう）は、内燃機関などのエネルギー源として利用されるアルコールの総称。アルコール単独であるいは他の燃料と混合して使用される。最近の原油価格高騰および地球温暖化に対する関心の高まりを背景に、化石燃料を代替する燃料として注目が集まっている。特に、メタノール、エタノール、ブタノールおよびプロパノールについては、バイオマス（現生生物由来の資源）から合成が可能で、現在普及している内燃機関の燃料としてそのまま利用できることから注目度が高い。
アルコール燃料のうち、メタノールは、主として天然ガスから合成されており、原油価格の高騰を背景に、石油を補う代替自動車燃料としての利用が模索されている。一方、エタノールは、主としてバイオマスから製造されているため、温暖化ガスの排出につながらないことや再生可能資源 (renewable resource) で永続的に利用可能であることを背景に注目され、近年急速に普及をみせている。

## 燃料としてのアルコール
エタノールやメタノールは可燃性の液体であり、そのまま燃やして熱源として利用できる。とくに高純度のエタノールは、古くからランプやコンロの燃料となっていた。エタノールなどの低分子アルコールは酸素含有率が高く、煤が出にくいという利点があることから、現在でもこのような形でアルコールが燃料として利用されることは珍しくない。卓上コンロなどで利用されるアルコール固形燃料は、エタノールに酢酸カルシウムを混ぜる、またはステアリン酸を加えるなどの方法で液体のアルコールをゲル化させたもので、アルコールを直接燃やす方法の1つといえる。
アルコールは内燃機関の燃料としても利用される。20世紀初頭に石油から精製されるガソリンの供給が一般化するまではアルコールが内燃機関の主要な燃料であり、内燃機関の発明者であるニコラス・オットーもエタノールを燃料として利用していたとされる。1908年に発売され、自動車文明をもたらしたフォード・モデルTは、エタノールとガソリンのいずれも燃料として利用することができた。このような内燃機関の燃料としてのアルコール利用は、石油から精製されるガソリンが大量かつ安価に供給されるようになってから下火になったが、1970年代のオイルショック以降、石油、とりわけガソリンの価格が高騰するとともに息を吹き返し、最近では地球温暖化への関心の高まりを背景に一段と注目されるようになっている。
以上のほか、燃料電池に水素を供給する手段としてアルコール（とくにメタノール）を用いることがあり、これもアルコールの燃料利用の一形態ということができる。
純粋なエタノールを燃料として利用する場合には、飲料への転用を防ぐため、メタノールなどを添加した変性アルコールの形で利用されることが一般的である。

### 内燃機関とアルコール燃料
初期の内燃機関の燃料としてアルコールが利用されていたことが示すように、内燃機関の燃料としてアルコールとガソリンは基本的に代替的である。このため、ガソリン価格の高騰といった経済的な理由から、あるいは、化石燃料の燃焼による温室効果ガスの排出を削減するという環境的な理由から、内燃機関、とくに自動車の燃料としてガソリンの代わりにアルコール燃料を利用しようとする動きが強まっている。
もっとも、アルコールはガソリンと比較して同一容積当たりの熱量が低く、ゴムやプラスチックなどを侵す性質がある。このため、ガソリンを燃料として利用することを前提に設計された内燃機関にアルコールを燃料として供給すると、十分に性能を発揮できないだけでなく、故障や火災を引き起こす可能性もある。アルコール燃料を生産・供給する際の資源（エネルギー）消費や環境負荷を考えると、アルコール燃料の利用拡大は全地球的にみて望ましいことではなく、公共交通機関の利用推進など、自動車社会からの訣別を政策の中心に据えるべきであるとの批判も聞かれる。
以下、内燃機関の燃料として利用されることが多い、エタノールとメタノールについてやや詳しく検討する。以下の記述は世界的な動向に注目したもので、日本国内でのアルコール燃料の利用には法令上の制約があることには留意しなければならない。

#### エタノール
エタノールは、サトウキビやトウモロコシといったバイオマスからの生産方法が確立しており（バイオマスエタノール）、そうした方法による生産量が拡大していることもあって「環境に優しい」ガソリン代替燃料としてとくに近年注目されている。ガソリンと比較してノッキングを起こしにくいことから、ガソリンの改質剤として利用が拡大しているという事情もある。ガソリンとの混合燃料としては、エタノールそのものではなく、エタノールから生成したエチルtert-ブチルエーテル（ETBE）を添加したガソリンも広義のアルコール燃料と理解されている。
純粋のエタノール（無水アルコール）は、ガソリンと容易に混合する。このようにして作られる混合燃料については、エタノールの百分率で表した容積比をxxとして、Exxという形で品質が示される。たとえば、E10といえばエタノールを容積比で10 %含む燃料である。このようにエタノールとガソリンを混合した燃料は、ガソホール（Gasohol）と呼ばれるが、エタノールとガソリンの混合比率は、国あるいは地域ごとに異なっている。
エタノールとガソリンは燃焼特性が異なるが（上記参照）、エタノールの混合比率が低い混合燃料の場合、純粋なガソリンを燃料として利用することが想定されている内燃機関で燃焼しても問題が生じにくいとされている。エタノール混合比率は、各国で普及している内燃機関の特性により上限値が左右される。古くからアルコール燃料の普及に努めていたブラジルはE25、米国はE10、日本はE3が安全性を確保できる上限としており、2007年（平成19年）4月末から東京都、千葉県、埼玉県で先行販売が開始されたエタノール由来成分混合ガソリン（「バイオガソリン」）はエタノール由来成分（ETBE、上記参照）の含有量が容積比で3 %相当となっている。
ガソリンのオクタン価向上剤としてかつて使われていたアルキル鉛は有害だったため代替のオクタン価向上剤が必要だったことと、アルコール/エーテルなどの含酸素燃料をガソリンに混和すると排出ガスの窒素酸化物濃度が下がるので、1990年代の欧米ではMTBEのガソリンへの添加が進んでいた。しかし、カリフォルニア州の田舎町で老朽化して穴のあいた地下タンクから漏洩したガソリンに添加されていたMTBEが、飲料に供されていた地下水に混和して飲用不適になってしまう事件が起こり、米国では2014年までにガソリンへのMTBEの混和は禁止され、MTBE代替のガソリン混和材としてエタノールの需要が急増した。
ただし、アルコールは水和物で一種の界面活性剤として働き、アルコール混和後の石油は水を懸濁しうるため、商品への水の混入を避けるため、エタノール/メタノール/ETBE/MTBEとも石油製品への混合後はパイプライン輸送ができない。米国では石油パイプライン輸送をする場合、末端の油槽所でブレンドするため別途エタノールを輸送せねばならない問題が発生している。
エタノールの混合比率が高い燃料を内燃機関の燃料として利用する場合には、点火時期などを調整しなければ十分な性能が発揮できない。いろいろな混合比率の燃料を利用できるようにした自動車は「flex-fuel vehicles」と呼ばれており、とくにブラジルで広く普及している。ブラジルの flex-fuel vehicles はE100（全エタノール）まで対応できるのに対し、米国で販売されている flex-fuel vehicles はE85までの対応に止まっており、ここでも国ごとの違いが表れている。
地球温暖化対策などを念頭に、市中で販売されるガソリンに一定比率でのエタノール混合を義務づける国や地域が増えている。たとえば、ブラジルではE20が基本であり、米国でもコネチカット州やミネソタ州ではE10の販売が義務付けられている。
バイオエタノール用の穀物の作付面積が増大するにつれ、飼料用穀物の価格が高騰し、低所得者層の穀物の入手に影響が及びつつある。そこで各国ではおが屑や間伐材など、従来はバイオエタノールの原料として使用されてこなかった資源的な制約（世界経済への影響）の少ない原料を元にバイオエタノールを製造する技術が開発中である。
セルロース細胞壁の分解は熱と化学処理を伴い、従来難しい問題で、セルラーゼで分解することも実施されていたが、前処理に手間がかかり大変であった。メリーランド大学カレッジパーク校のSteve Hutcheson はチェサピーク湾の沼地で発見されたバクテリア(サッカロファガス デグラダンス）が強力なセルロース細胞壁の分解能を有する事を突き止めた。Zymetis社ではさらに効率よく糖を得るために遺伝子を組み換えて、72時間で1トンのセルロースバイオマスを糖に変換できる事を実証した。
シロアリの消化器官内の共生菌によるセルロース分解プロセスがバイオマスエタノールの製造に役立つ事が期待され、琉球大学や理化学研究所等で研究が進められる。

#### メタノール
メタノールも古くから内燃機関の燃料として利用されてきた。自動車用燃料としてはメタノールにベンゼン（ベンゾール）を混合したものがレーシングカーに用いられ、フォーミュラ1でアルコール燃料が禁止されたのは1958年のことであった。20世紀後半についてみると、メタノールは、インディ・レーシング・リーグで1960年代半ばより2005年まで使用されたほか、現在でも一部のドラッグレースで利用されている。
メタノールはエタノールと比較して代替燃料としての脚光を浴びることは少ない。これは、メタノールの生産が現時点では主として天然ガスなど化石資源を原料としており、有限資源の消費回避という面では利点が乏しいからである。メタノールはエタノール以上に熱量が小さく、腐食性が強い上に、揮発性が高く有毒物質である点も問題となる。
ガソリン代替燃料の観点では、メタノールは、天然ガス、石炭ガスあるいは酸素製鉄排出ガスからも低コストで大量に製造可能である点でエタノールよりも優れており、毒性や揮発性もガソリンに比較して大きな問題とはいえない。バイオマスからメタンを効率的に生産することが可能になり、メタノールを効率的に生産できる微生物が発見されて、バイオマスからメタノール生産が実用化されれば、メタノールもバイオ燃料として脚光を浴びる可能性がある。
原油価格の急激な上昇期に代替エネルギーの導入が注目されたが、コスト競争力でもっとも優れているのは、圧縮天然ガス（CNG）とメタノールであるといわれる。石油は中東に偏在しているが、天然ガスはシベリアに（中東の石油埋蔵量全体に匹敵するほど）膨大な埋蔵量があり、そのほかにも、世界各地に膨大な量のメタンハイドレートが存在する。
日本ではメタノールとガソリンの混合燃料の実用化試験が先行しており1980年代から行われ、成功を収めている。しかし研究推進母体が石油連盟であり、石油精製各社はメタノール製造設備を持っていないこともあって大規模な流通に至っていない。
1990年代末には韓国からの輸入品として天然ガス由来のメタノールを主成分とするガイアックスが、全国の無印スタンドレベルの小販社を介して販売された時期があったが、既存税制（ガソリン税）の範疇に含まれない税制面の問題や、ガソリン自動車の部品に対する安全性などの問題などが提起され、僅か数年の間に業界団体や末端ユーザーまで巻き込んだ論争を引き起こし、業界団体側はガイアックスを名指しする形で高濃度アルコール燃料として大規模な使用自粛キャンペーンを行った上に、2003年の政府の「揮発油等の品質の確保等に関する法律」の改正により、正式に国内販売が禁止される事態となった。前述の「アルコール濃度3 %（E3）が安全性を確保できる上限」という基準はこの法律の改正の際に策定されたものであり、皮肉にもこの一連の事態が尾を引く形となって、バイオエタノールが世界的に話題となった2000年代後半に至ってもE3以上のエタノール混和燃料の開発販売は日本国内では殆ど進む事はなく、加えて石油連盟のメタノール混和燃料の開発販売の道も事実上閉ざされる事になった。
2012年（平成24年）4月1日にエタノール燃料の日本国内での普及を妨げていた揮発油等の品質の確保等に関する法律施行規則が改正され、エタノール混合率10 %のE10までの販売がE10対応車両対して認められることになった。

## 燃料アルコールの供給
燃料アルコールは、サトウキビ、テンサイ、トウモロコシ、大麦、ジャガイモ、のような多様な作物などから製造される。重要なバイオアルコール計画としてブラジルのサトウキビからのエタノールがある。アルコールはエタンあるいはアセチレン、炭化カルシウム、石炭、石油ガスあるいは他の資源から合成的に得ることができる。

### エタノール生産
かつて「農業による燃料アルコール生産は豊かな土と水で耕作できる土地を相当規模必要とする。それゆえ西欧のように人口密度が高く産業化された地域では選択肢としてそれほど有効ではない」といわれてきた。仮に、ドイツ全土をサトウキビ大農園で覆い尽くしたとしても、ドイツの現在のエネルギー需要(燃料と電気を含む)の半分ほどしか供給できない。比較的高額で売れる穀物/嗜好品作物の生産が可能な程の降雨量のある農地で（面積当り収量の極端に多いパーム油は例外として）エネルギー作物を栽培することは必ずしも適切とはいえない
2016年現在地球環境産業技術研究機構が実用化開発中のRITEバイオプロセス等によってセルロシック・エタノールが経済的に生産できるようになると、海藻・トウモロコシ茎・スイッチグラス・間伐材などエタノール製造材料の幅が大幅に広がる可能性がある。地球全体で見ると広大な砂漠/半砂漠が荒地として未利用であり、そのようなところでは広大な土地が安価に利用できる代わりに、水コストが重要である。スイッチグラスやサボテンなど乾燥に強い植物を乾燥地で栽培してエネルギーエタノール増産が可能になりつつあるといわれる。
藻類は耕地1ヘクタールあたりの油収量が数十トンに及ぶものがあり、農地を必要としない海藻からのエタノール製造も検討されている。

### 代替資源
サトウキビは、(トウモロコシが主作物である地域のような寒い気候ではない)アメリカ合衆国の南部で生育し、トウモロコシを現在栽培する多くの地域は、テンサイを栽培するために適当な地域でもある。いくつかの研究によると、合衆国におけるエタノール製造については、これらのテンサイを使う方がトウモロコシを使うよりも、相当程度、能率の高い方法であることを示している。
1980年代のブラジルで、主食作物であり、根から大量のでんぷんが取れるキャッサバからエタノールを生産する方法が真剣に検討された。しかしエタノール収量はサトウキビよりも下回り、でんぷんから発酵可能な糖に変換するキャッサバの処理は複雑であった。そして植物の残渣もエタノール源としての可能性を調査された。
エタノール源や他の種類の燃料源としてバイオマスを使用することに注目があつまるようになった。これは広範囲に及ぶアイデアで、産業廃棄物や家畜の屎尿と同様に、栽培作物や木材までをも含む多種多様な有機資材を使用する。
現時点では、バイオマスをエタノールあるいは他の燃料に変換するプロセスは、どれも複雑でそれほど効率的でもない。(軽重油のようなプロセス生成物の産出する)熱的解重合などは話題になることがある。

### 正味の燃料エネルギー収支
存続し続けるには、アルコール・ベースの燃料経済は燃料エネルギー収支の正味が黒字になっているべきである。すなわち、アルコールを生産するのに費やした全ての燃料エネルギー、これには原料植物を耕作、収穫、輸送、発酵、蒸留、配送に費やされた燃料はもちろん、同様に農場を建設したり農業機具を製作するのに費やした燃料が含まれるのだが、その総計に対しては生産された燃料が内蔵しているエネルギー量を超えるべきではない。たとえば、「1ガロンの燃料を作り利用するまでに、2ガロンの燃料を消費する」のでは意味が無いと言うことである。
燃料エネルギー収支を赤字の状態でシステムを切り替えることは、単に非アルコール燃料の消費を増やすだけに終わるであろう。そのようなシステムは、石炭、天然ガスあるいは作物残渣由来のバイオ燃料のような輸送に適していない非アルコール燃料を利用する為の迂回路以上の価値を持たないであろう(実際、多くの合衆国の提案は蒸留のために天然ガスの使用を想定している)。そして、アルコール燃料の環境貢献度や持続性の優位性はシステムの燃料収支が赤字であれば実現することができないであろう。
エネルギー収支の黒字幅がわずかならばやはり問題は発生する。もし正味の燃料エネルギー収支が50%ならば非アルコール燃料の使用をやめる為に、1ガロンのアルコールを消費者に届けるために、2ガロンのアルコール製造が必要となる。
この問題は、地政学が決定的な要因となる。ブラジルといった、豊富な水と土地資源をもつ熱帯地方で、サトウキビから生成したエタノールの永続性は疑問の余地もない。実際、サトウキビ残留物(バガス)を燃やすことでエタノールプラントを操業する以上のエネルギーを生み出し、プラントの多くは、今や公衆に余剰電力を販売している。豊富な水力発電所をもつ国なので電力の使用を生産に振り向けると、たとえば粉挽きや蒸留の改善を通じてエネルギー収支の循環が好転する余地がある。
熱帯以外の地域においては全くちがった構図になる。そこの気候はサトウキビにとって寒冷すぎる。アメリカ合衆国において、農業アルコールは一般に穀物、主としてトウモロコシから得られる。そして正味の燃料収支は道はいまだに険しいといった状態である。

## アルコール燃料の将来性

### アルコールと水素
現在の化石燃料の需要は燃料としての水素へ移行するとおもわれ、水素経済とでもよばれる状況を形成しつつある。ある説によると、水素そのものは燃料資源としてみなされるべきではないという。この説によれば、水素は(太陽光発電、バイオマス、あるいは化石燃料といった)エネルギー源とエネルギーを使用する場所のあいだに存在する一時的なエネルギー貯蔵媒体であるという。実際水素はガス状態にあると、他の燃料に比べて膨大な容積を占め、エネルギー配送の点に関して非常に難しい問題になっている。1つの解決方法としてエタノールを使って水素を配送する方法がある。
それは配送先で水素再生(hydrogen reform)により水素を結合している炭素から遊離させ、燃料電池へ供給する方法である。ほかの方法としてエタノールを直接燃料電池の燃料として供給する方法もある。
2004年初めには、ミネソタ大学の研究者は単純な構造のエタノール燃料電池を開発したと発表した。それは、触媒層にエタノールを透過させて必要な水素を燃料電池に供給するのである。
装置は一段階目の反応にロジウム-セリウム触媒を使用するが、そのとき反応温度は約700℃に達する。一段階目はエタノールと水蒸気の混合物と酸素を反応させ十分な量の水素を発生させる。
あいにく、副生成物として一酸化炭素が発生し、この物質が燃料電池を詰まらせる。なので別の触媒を透過させてそれを二酸化炭素に変換する。最終的には、この単純な装置はおおよそ50%の水素と30%の窒素からなるガスを生産する。残りの20%は主成分は二酸化炭素である。不活性な窒素と二酸化炭素とともに水素の混合ガスは適当な燃料電池にポンプで送られる。その後、二酸化炭素は大気中に放出され、植物により再吸収されることになる。

### 温室効果ガス
アルコール燃料経済への転換の長所のうちの一つで、そしておそらくもっとも重要なものは温室効果ガスである二酸化炭素の総排出量の低減である。エタノールの製造と消費でCO2を放出したとしても、植物が吸収するであろう。対照的に、化石燃料の燃焼ではアルコール燃料の場合のような受け皿無しに、膨大な量の"新たな"CO2が大気中に放出される。
言うまでもないが、この長所は農業生産エタノールについてのみ生じ、石油から転換されるエタノールの場合は生じない。そして、ほんのわずかではあるがコストが小さいため、工業的に消費されるアルコールの大部分を占めるのは、天然ガス由来のアルコールである。農業生産エタノールへの転換のためのコストを総計する場合には、この点を評価に入れるべきである。

### 石油の有効利用/再生可能エネルギー
農業生産のアルコールの一方の長所は、再生可能なエネルギー源である点である。これに対して有限な石油の用途のうち、発電は原子力や各種再生可能エネルギーで、工業燃料は石炭で、暖房灯油は天然ガスで、自動車燃料はアルコールや圧縮天然ガスで代替可能であるが、船舶燃料重油・航空燃料ジェット油は石炭液化で作ると高コストであり、合成樹脂を石炭原料で作ると非常に高価になってしまう。つまり、貴重な石油は石油化学や船舶用ディーゼル燃料、航空ジェット燃料のために節約して使うべきであり、発電や、自動車燃料などの用途に使ってしまうのは本来は勿体無い資源といえる。そういう意味で石油の「ノーブルユース」が問題になっており、自動車燃料用アルコールが期待されている。

## 国ごとの状況

### アメリカ合衆国におけるエネルギー収支
多くの初期の研究では、トウモロコシ由来のエタノールを燃料として使用することは、エネルギー収支上赤字になるとされた。すなわち、エネルギー収支の総計は、アルコールになるまでの発酵、耕作、農業トラクターの燃料、穀物の収穫と輸送、エタノールプラントの建設と操業そしてトウモロコシ糖を蒸留するのに使用する天然ガスの収支を含み、コストは生産されたエタノールが発生するエネルギーを超過する。
批評家は生産エネルギーが大抵化石燃料から来るガソホールが金を浪費して、再生可能資源を急速に枯渇させることについて議論した。
これらの多くの研究は、1970年代と1980年代初めにおこなわれた。それと2001年に解析されたデータによると、エタノールのエネルギー収支の赤字は継続している。コーネル大学生態学教授である David Pimentel の試算では、上記の結論を確認するにとどまった。Pimentel教授の研究は他の専門家に議論を巻き起こし、彼に算出数値の見直しを強いた。
2003年8月時点でもコーネル大学紀要の掲載によれば、トウモロコシ由来のエタノール生産は、費やしたエネルギーを29パーセント上回るだけである。しかし、継続的なエタノール生産手法の改善は、利益/原価率を大きく改良した。そして、大部分の研究では現行システムでは正味のエネルギー収支が黒字を示すとしている。
他の多くの研究ではトウモロコシ由来エタノール生産の正味のエネルギー収支見積もりでは大きく変化したように、改良が進んだとしている。それらの多くは燃料生産プロセスを運転するのに必要な量の1/2ないしは2/3を上回る量の黒字をエネルギー収支は示している。
2002年のアメリカ合衆国農務省報告では、トウモロコシ由来エタノール生産が1.34のエネルギー係数を持つと結論づけている。これは生産されたエタノールが製造に要したエネルギーに比べて34パーセント上回ることを意味する。
このことは単位あたり生産の75パーセント (1/1.34) が製造のためのエネルギーに費やされるという意味になる。
MSUエタノールエネルギー収支調査(MSU Ethanol Energy Balance Study) ミシガン州立大学、2002年5月：ミシガン州立大学によって資金を供給された独立した包括調査では、1ガロンあたり56パーセントの製造に要したのに比べ余剰エネルギーがあるとされた。

#### 論点と批評
燃料としてのアルコールの使用は、種々の理由で支持される。大抵は地域あるいは地球環境に対する有用性であり、外国への石油依存、経済的優位性である。批判者は切り替えの為に高額な投資を要することで批判する。そして、国家の増加する補助金、税と規制が増加することに反対する。

#### 大気汚染
エタノールがガソリンよりもきれいに燃焼する燃料であることは昔から広く知れ渡る事柄であった。エタノールは、環境試験においてガソリンよりも一酸化炭素や炭化水素といった標準的な規制物質の排出が非常に少ない。
炭化水素の放出で揮発性のスモッグの形成が増加することについては懸念あった。例えば、保守的な組織RPPIは、「ガソリンにエチルアルコールを加えることは大気の質にたいして意味のある影響を与えないか、かえって悪化させる。エタノールはスモッグの要素である窒素酸化物と揮発性有機物質といったの放出を増加させるだけだ。」という。エタノールの利点は石油から生成される安価な添加物で成し遂げられるという主張もある。
次に示す問題を認識することは重要である。ガソリンに添加されるエタノールは四エチル鉛、ベンゼン、MTBEといったオクタン価向上のための添加物と置き換えられる。オクタン価で110の値を持つエタノールは、ガソリンに比べてもはるかに勝っており、そして危険な他の添加物に対するいかなる必要性も否定する。そして、エタノールはガソリンの蒸気圧を増大させるので、大気中への揮発性物質の放出の増加は、鉛、ベンゼンあるいはMTBEといったものよりはるかに少なくなる。
純粋なエタノール燃料はガソリン自身に比べてはるかにクリーンであり、このことは自動車時代の黎明期より認められていた。

#### 国外への依存
これまでの議論は、先進諸国は自国の領土で産出可能な石油より多くの石油を消費することに関連した話題である。先進諸国は国外の供給国に依存するようになり、国際紛争の要因になる。それは、人権侵害などの悲劇をもたらす原因でもある。したがって、農業生産アルコールへの転換は、供給国への依存性を減少することで、消費国の経済を安定化させ、世界はより良い状況になる。

#### エネルギー政策
主としてイデオロギー的見地から、エタノール経済を嫌悪する批判者もいる。それは、トウモロコシ生産への政府の補助金を増大させるという理由のためである。イリノイ州Decaturにある、ADMとして広く知られている世界最大の穀物加工業者であるArcher Daniels Midland社は、合衆国内のガソホール製造に使用されるエタノールの40パーセントを生産している。その会社と経営者は彼らのエタノール擁護に関して発言力が大きく、両政党へ多額の献金をしている。
これは石油産業とエタノール産業との補助金についての調査であり、補助金の総額は石油産業への方が多いことが見て取れる。

### ブラジルでの社会実験
ブラジルではエタノールはサトウキビから生産される。サトウキビはトウモロコシに比べても、生育や加工の容易さで同等以上の発酵可能な炭水化物の供給源である。
ブラジルでは世界有数のサトウキビ生産を誇り、エチルアルコールの他に、砂糖および電力と産業用熱源をも生み出す。サトウキビ栽培には少数の労働者が必要なだけであり、政府のサトウキビへの税金と価格政策はエタノールの生産を非常に収益の上がる巨大農場ビジネスにした。その結果、過去25年にわたり、ブラジル国内でもっとも拡大した主要作物の1つとなった。

#### エタノール生産基盤
サトウキビは人手あるいは機械により収穫され特製の巨大なトラックで蒸留所へ出荷される。幾百もの蒸留所が国中に存在している。それらは通常、大農場あるいは農業協同組合により生産現場の近くで所有・操業される。サトウキビは臼で圧搾され糖液 (garapa) を抽出して、繊維の残留物 (バガス、bagasse) を除去する。糖液はイースト菌で発酵し、ショ糖はCO2とエタノールとに分解される。得られたエタノール混合液は蒸留され、約5重量パーセントの水を含むエタノールが得られる。酸性の蒸留残渣(vinhoto) は石灰で中和され、肥料として販売される。含水エタノールはそのままで販売されるか（エタノール自動車用）、脱水してガソリンと混和して（ガソホール車用）利用される。いずれの場合も、バルク製品は国立の石油会社であるペトロブラス (Petrobras) に公定価格で販売される。
1トンのサトウキビ収穫が加工プラントに出荷され、約145キログラムの乾燥繊維 (bagasse) と138キログラムのショ糖が含まれている。そのうち、112キログラムが砂糖として抽出され、23キログラムが価値の低い糖蜜に残る。サトウキビをアルコールに加工する際、抽出されたショ糖全部を使ったとすると72リットルのエタノールが得られる。バガスを燃やすと蒸留と乾燥のための熱が得られる。そして(低圧ボイラーと低圧タービンから)約80キロワット時の電力が得られ、そのうち約50キロワット時がプラント用に使用され、30キロワット時が公共向けに販売される。
アルコール製造の平均コストは1ガロン当り0.63 USドルである。世界市場におけるガソホール価格はおおよそガロン当り1.05 USドルである。
私企業のアルコール産業は耕作地の拡大と農業技術の改善に多額の投資を行った。その結果、年を経るにしたがって平均アルコール収量は複利的に増大し、1978年から2000年で3,000から5,500リットル/ヘクタール(0.30から0.55リットル/平方メートル)へとなり、年率3.5パーセントの成長であった。

#### バガス由来の電力
生の植物換算で、ショ糖が占める熱量は30パーセントを下回る。熱量の35パーセントは茎チップ中に残存し、収穫の際に耕地に放置される、そして、熱量の35パーセントが圧縮残渣の繊維質（バガス）に存在する。
バガスの一部は、蒸留用の熱エネルギー供給と機械を操業する電力とを供給するために、圧搾所で焼却している。このことにより、エタノールプラントはエネルギー的には自己充足しており、余剰は公共電力として販売している。現在の生産では60万キロワットが自家用に消費され、10万キロワットが販売されている。この二次生産は、10年契約により、公共価格(約3–4 USドル/万キロワット時)で一般社会は供給されると考えられている。
ブラジルにおいて電力は主にダムの水力発電で作られ、乾季には電力が不足するので、バガス燃焼による火力発電は公共電力として重要である。バガスが発電する潜在的な電力は、技術に依存するので、100から900万キロワットの幅を持つと見積もられている。
高めの見積もりでは、現在の低圧のボイラーとタービンをより高圧のものに取り替え、またバイオマスのガス化により現在は捨て置かれている収穫残渣も利用することを想定している。比較するために示すと、ブラジルのAngra I 原子力発電所は60万キロワットを発電する(そして、それはしばしば停止する)。
ほどなく、1トンのサトウキビ残渣から約80キロワット時の電力を抽出する経済性を確立すると考えられている。そのうち50キロワット時がプラントの運転に使用される。したがって、年当りの100万トンのサトウキビを加工している中規模の蒸留所は、約5千キロワット時の余剰電力を販売するかもしれない。
現在、砂糖とエタノール販売で1800万 USドル、余剰電力販売で100万 USドルを稼ぎだす。先進のボイラーとタービン技術を用いると、電力収量はサトウキビの1トンあたり180キロワット時に増大させることができるものの、現在の（公定）電力価格ではこの投資を回収できない（ある報告書によると、電力価格が7 USドル/万キロワット時であれば世界銀行がバガス発電へ投資するであろうとされている）。
石炭や石油といった他の燃料に比べても、バガスの燃焼は環境に対してやさしい。バガスは2.5パーセントの灰を含むだけであり（比べて、石炭の燃焼では灰が30ないし50パーセント出る）、かつ大気汚染のもととなる硫黄分を含まない。またバガスは比較的低温で燃焼するので窒素酸化物の発生が少ない。その上、レモン果汁の濃縮・植物油・陶業・タイヤのリサイクルなど種々の産業にバガスは重油と置き換え可能な燃料としても販売され得る。サンパウロ州では200万トンのバガスが使用され、3500万USドルの燃料油の輸入を節約した。

#### 政策の統計数値
| 土地利用:                | 450万ヘクタール = 45,000 km2（2000年）                                          |
| 雇用:                    | 100万人（50 %が耕作、50 %が加工）                                               |
| サトウキビ:              | 3億4400万トン（砂糖とアルコールの振分けは50対50）                               |
| 砂糖:                    | 2300万トン（30 %が輸出向け）                                                    |
| エタノール:              | 140億リットル = 1400万 m3 （750万 m3が無水, 650万 m3が含水；2.4 %が輸出用向け） |
| 乾燥バガス（残渣繊維）： | 5000 万トン                                                                     |
| 電力:                    | 135 万kWh (120 万kWhが自家用, 15 万kWhが公共販売用；2001年)                     |

労働統計は業界推定である。そして他の作物からサトウキビへの転作による雇用損失を考慮していない。

#### 石油消費に対する効果
ブラジルの大部分の自動車は、アルコールでもガソホールでも走行する。近年ではdual-fuel ("Flex Fuel")エンジンだけが利用可能である。
大部分のガソリンスタンドは両方の燃料を置いている。最近10年の車種の市場占有率は大きく変動しており、その理由は(政府が固定化し、政党勢力により大きく変わる)燃料価格の変化である。
エタノール専用車は1980年から1995年まで、膨大な台数がブラジル国内で販売された。1983年から1988年は90パーセント以上を記録した。しかし現在では総販売台数の数パーセントを数えるに過ぎない。
エタノール燃料の小型飛行機は巨大企業エンブラエル社と小規模の会社 (Aeroalcool) とにより農場利用を目的に開発された。現在、型式証明を審査中である。
国内のアルコールの需要は、1982年から1998年の間に40億リットルから120億リットルへと成長し、以来おおよそそのままの状態で推移している。1989年には生産の90パーセント以上がエタノール専用車であった。今日では約40パーセントに低下し、60パーセントはガソホール車である。エタノール消費およびエタノール/ガソホール比の両方とも、dual-fuel 自動車の開発で増加に転じている。
1989年生産量の90パーセント以上は、エチルアルコールのみの車で使われた。今日、その割合は、ガソホールのみの車で40パーセント、ガソリンで使われている残っている60パーセントについてそこに下がった。共に、エタノール/ガソホール比率の総計の消費は、再び二つの部分から成る燃料の車の配備で増えると予想される。
現在、ブラジル自動車のエタノール燃料の使用は、純エタノールあるいはガソホールとして、毎年100億リットルのガソリンと置き換えられている。もしくは燃料の約40パーセントがガソリンであり、それは船舶用である。石油消費の国家への効果はわずかなものである。ブラジルは主要な産油国であり、現在ではガソリンを輸出している（70億リットル/年）。しかし、他の石油製品、主にディーゼル燃料の国内需要を満たすために輸入もしている(ディーゼル燃料は容易にエタノールに置換できない)。

#### 環境への効果
1980年代自動車燃料へのエタノール使用が広く普及し、大都市の大気汚染は緩和された。しかし、1990年代では部分的にガソリン使用に戻ったことにより、悪化した。
エタノール政策は、自身が環境問題と社会問題を引き起こした。サトウキビ畑は、伝統的に収穫前に、葉を取り除き蛇を殺す目的で焼畑される。それゆえ、国内でサトウキビが作付けされている地域では、焼畑の煙により収穫期には空が灰色になる。
煙は広範囲に運ばれ、近くの町に到達するので、重篤な呼吸器障害問題がもちあがっている。このように大都市から取り除いた大気汚染は単に田舎に移され（そして増やされ）ただけである。この状況は公的機関と保健局からの圧力により、近ごろ減ってきた。しかし、有力なサトウキビ栽培者のロビイストは、焼畑の全面禁止を阻止した。

#### 社会的意味合い
エタノール政策は小さい農場を見渡す限りのサトウキビ単作地帯の海へと広範囲に置換した。これは生物多様性と（森林伐採からだけでなく、隣接する焼畑による森林火災によって）原始林の減少をもたらした。収益の上がるサトウキビへの作物の転換は過去10年間にわたって食品価格の非常な高騰も、もたらした。
サトウキビが収穫期のみ人手を必要とするので、この変化は、年間の1ないしは2か月間だけサトウキビ収穫(日当約3ないし5 USドル)に頼る、貧困な移動季節労働者の巨大な人口層を作り出した。この巨大な社会問題は、地方での政治の騒乱と暴力の原因となり、それは頻発する農場侵略、故意の破壊、武装集団および暗殺といった今日の苦悩を引き起こした。

#### 政策
ブラジルのアルコール政策は、過度な土地利用、環境への被害、食用作物からの転作、低賃金臨時労働者への依存、統計偏重や国庫補助への依存など多くのテーマで、しばしば批判された。
国立の石油企業ペトロブラスは、私営の蒸留所から粗製エタノールを購入し、ガソリンスタンドチェーンに精製（含水）エタノールとガソホールとの両方を販売する。しかし内需を欠くため、ペトロブラスは国際市場（0.50 USドル/リットル）より安い価格（0.13 USドル/リットル）で黒字のガソリンを販売することを強いられる。もしエタノール政策が取り消されれば、ペトロブラスは、1年当たり10 億USドル以上の収益をあげることも可能である。ペトロブラスはまたエチルメチルエーテルやMTBEも生産する。この化合物はガソホールの中のエタノールのようにアンチノック剤や大気汚染防止用添加剤として使用される。そのMTBEは生産量のほとんどが輸出されるが、会社がMTBEを国内市場向けにエタノールの代替品として販売するならば、もっと収益を上げるであろう。
一方、サトウキビ生産推進派は政治的に有力であり、批評家から政策を擁護するのに成功している。ブラジルでの肯定的な結果を背景に、環境問題あるいは政治問題よりも外国貿易の緊張の方が声高に語られる。

## その他
- 1930年代、フランス国鉄（SNCF）は高速ガソリン動車（ブガッティ・レールカー）の代替燃料としてアルコールを使用していた。が、ディーゼルエンジンの高性能化と第二次世界大戦による工場の損壊などによって1950年代には姿を消した。
- アメリカのフォーミュラカーによるモータースポーツではアルコール燃料の使用が規定されており、IRLではエタノール、チャンプカーではメタノールが使われている。これらのレーシングカーはタイヤがむき出し（オープンホイール）のため、わずかな接触が即クラッシュに繋がる。その上、アメリカのモータースポーツでは全長が短く平均速度が高いオーバルコースを多用するので、事故処理の遅れが大事故に繋がりかねない。このため水の利用による消火活動の迅速化や、異常な高オクタン価の燃料の使用を封じる意味合いもあって採用されている。一方、アルコール燃料の炎は日中の屋外ではほとんど見えないため、火災に気づきにくいというデメリットもある。
- アメリカ国外でもE85燃料に対する関心が高まっており、イギリスのモーターウェイなどを中心にE85燃料を扱うガソリンスタンドが増えてきている。ロータスやサーブなどの自動車会社もE85燃料を使用するコンセプトカーを発表しており、実際にサーブはE85燃料対応の自動車を市販している。
- 日米を中心に用いられる標準的なエンジンオイル規格である

API/ILSAC規格では、2010年10月より運用されている「SN/GF-5」規格でE85燃料に対応している。E85燃料を用いた場合、燃焼時に水分と酸性物質が精製され、それらは強い腐食性を持つため、場合によってはエンジン内部の損傷が心配されていたが、GF-5規格オイルはアルカリ度を高め、水分をエマルジョン化して分離させない事で対応している。
- TM65ロケットエンジンの様に、エタノールをロケットエンジンの推進剤として用いる例もある。

## 宗教的禁忌問題
2009年にサウジアラビアではシャイフ・モハメッド・アル・ナジム（Sheikh Mohamed Al-Najim)がアルコールを使用したバイオ燃料の使用が罪であると表明した。2009年現在では一部の学者による個人的見解として示されているだけであるが、公式にファトワーとして出されればイスラム国家ではアルコール燃料の使用が宗教的禁忌とされる可能性がある。だが、サウジアラビアは原油輸出国であり、国益の為に表明したと一般的に捉えられている。イスラム教がアルコールを禁止にした理由は、飲料する事による喧嘩防止の為である。その為、拡大解釈とされている。